# Alchemia

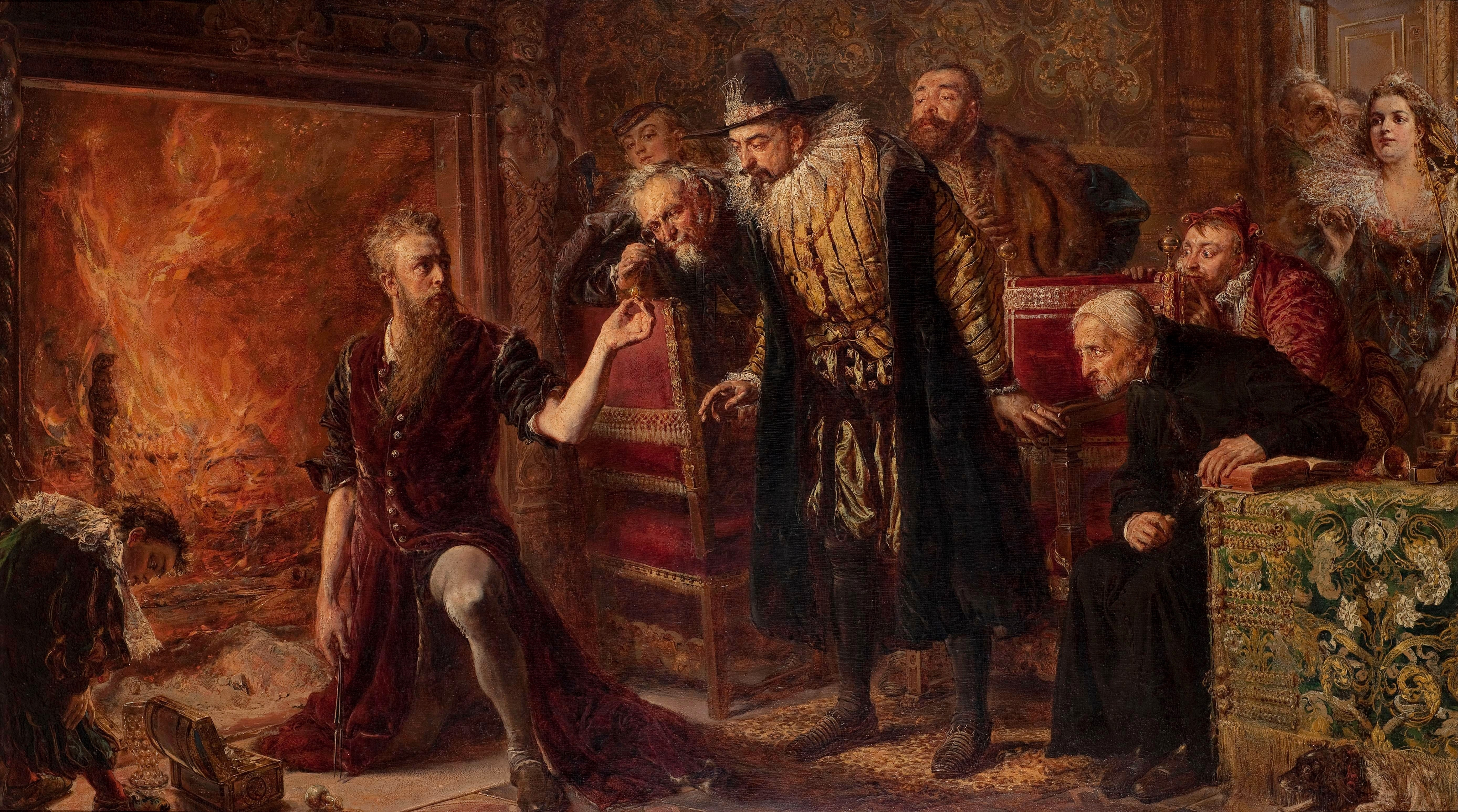
„Alchemik Sędziwój”, obraz Jana Matejki

Alchemia – przednaukowa praktyka łącząca elementy, które zawarte są obecnie w chemii, fizyce, sztuce, semiotyce, psychologii, parapsychologii, metalurgii, medycynie, astrologii, mistycyzmie i religii. Wspólnym celem alchemików było odkrycie metody transmutacji ołowiu w złoto (kamień filozoficzny), lekarstwa na wszelkie choroby (panaceum), eliksiru nieśmiertelności czy sztuczne stworzenie ludzkiego życia (homunkulus). Alchemię można uważać za bezpośredniego przodka współczesnej chemii.
Alchemia symboliczna to także część rytuału „wolnomularskiej podróży” symbolizująca między innymi ascezę prowadzącą do masońskiej gnosis – wiedzy dla wtajemniczonych.
Słowo alchemia pochodzi od arabskiego al-kīmijāʾ (الكيمياء), które złożone jest z arabskiego rodzajnika określonego al- oraz prawdopodobnie greckiego słowa χυμεία (chymeia „łączenie, stapianie”).

## Historia alchemii

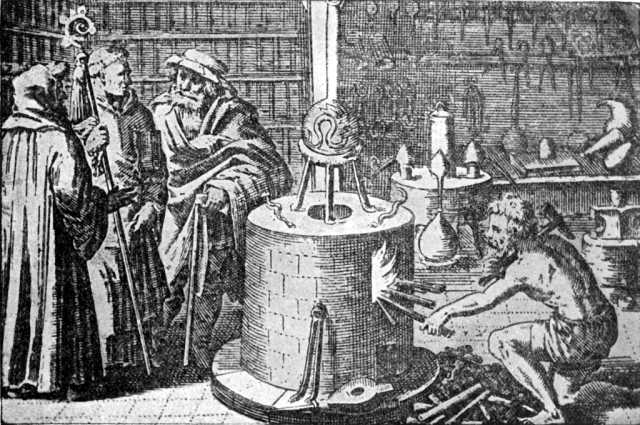
Laboratorium alchemiczne

Alchemia pochodzi prawdopodobnie ze starożytnego Egiptu i była początkowo związana ze sztuką balsamowania zwłok. Wielki rozwój alchemii nastąpił w czasach władcy Egiptu Ptolemeusza II Filadelfosa (285–246 p.n.e.), w Aleksandrii. Właśnie za jego panowania rozwinęły się nowe idee alchemiczne, w tym idea kamienia filozoficznego i eliksiru życia. Philadelphos sam uprawiał alchemię. Był słabego zdrowia i lekarze z jego otoczenia prześcigali się w preparowaniu „cudownych mieszanek” zapewniających zdrowie, siłę i długie życie 
Wielkim adeptem miał być też Komanos, kapłan i nauczyciel Kleopatry (I wiek p.n.e.), która ponoć sama osiągnęła biegłość w tej dziedzinie.
Z Akademią Aleksandryjską była związana także Maria Prophetissa (Maria Prorokini), zwana Żydówką (I wiek n.e). Przypisuje jej się m.in. wynalezienie aparatu destylacyjnego (jako pierwsza go opisała).
W III wieku n.e Egipcjanin Zosimos napisał dwudziestoośmiotomowe dzieło, w którym zawarł całość wiedzy alchemicznej. Dzieło to nie przedstawiało większej wartości naukowej, poza opisem metody otrzymywania octanu ołowiu(II) (cukru ołowianego) znanego ze słodkiego smaku i trujących właściwości.
Samo słowo alchemia pochodzi z języka arabskiego. Muzułmańscy uczeni przejęli kulturową spuściznę antyku, w szczególności zaś pisma Arystotelesa. W oparciu o starożytną filozofię przyrody znacząco rozwinęli medycynę i nauki przyrodnicze. Największym alchemikiem arabskim był Dżabir Ibn Hajjan (760–815) zwany na Zachodzie Geberem. Znacząco zmodyfikował on teorię czterech żywiołów Arystotelesa. Do czterech żywiołów (ziemi, powietrza, ognia i wody), będących podstawowymi elementami materii, dodał dwie „zasady bezpośrednie” (siarkę i rtęć), z których złożone były wszystkie metale. Z tego też powodu, uznawano, że manipulując tymi dwiema zasadami, można otrzymać dowolny z metali, np. zmienić ołów w złoto. Jego następcą był alchemik perski Ar-Razi (850–925) znany w Europie jako Rhazes, a następnie tadżycki uczony Ibn Sina (979–1037) znany jako Awicenna.
Za sprawą uczonych muzułmańskich, alchemia rozwinęła się również w średniowiecznej Europie, a jej przedstawicielem był m.in. Albert Wielki czy podpisujący się imieniem Gebera tzw. Pseudo-Geber.
Na XVI w. przypada kolejny etap rozwoju alchemii, którego przedstawicielami są m.in. Georg Bauer (1494–1555) zwany Agricolą, autor De Re Metallica (1556) czy Theophrastus Bombastus von Hohenheim (1493–1541) zwany Paracelsusem. Paracelsus oparł się na dwuzasadowej koncepcji Dżabira Ibn Hajjana, dodając do siarki i rtęci, trzecią zasadę: sól. W ten sposób została sformułowana wpływowa koncepcja trójzasadowa. W XVI w. obecność alchemików na dworach królewskich stała się przede wszystkim modna. Przykładem otwartości na tajemne nauki alchemii był dwór cesarza Rudolfa II Habsburga, gdzie przebywał m.in. Michał Sędziwój – wielki polski alchemik, który zasłynął jako prekursor odkrycia tlenu.

### Zmierzch alchemii

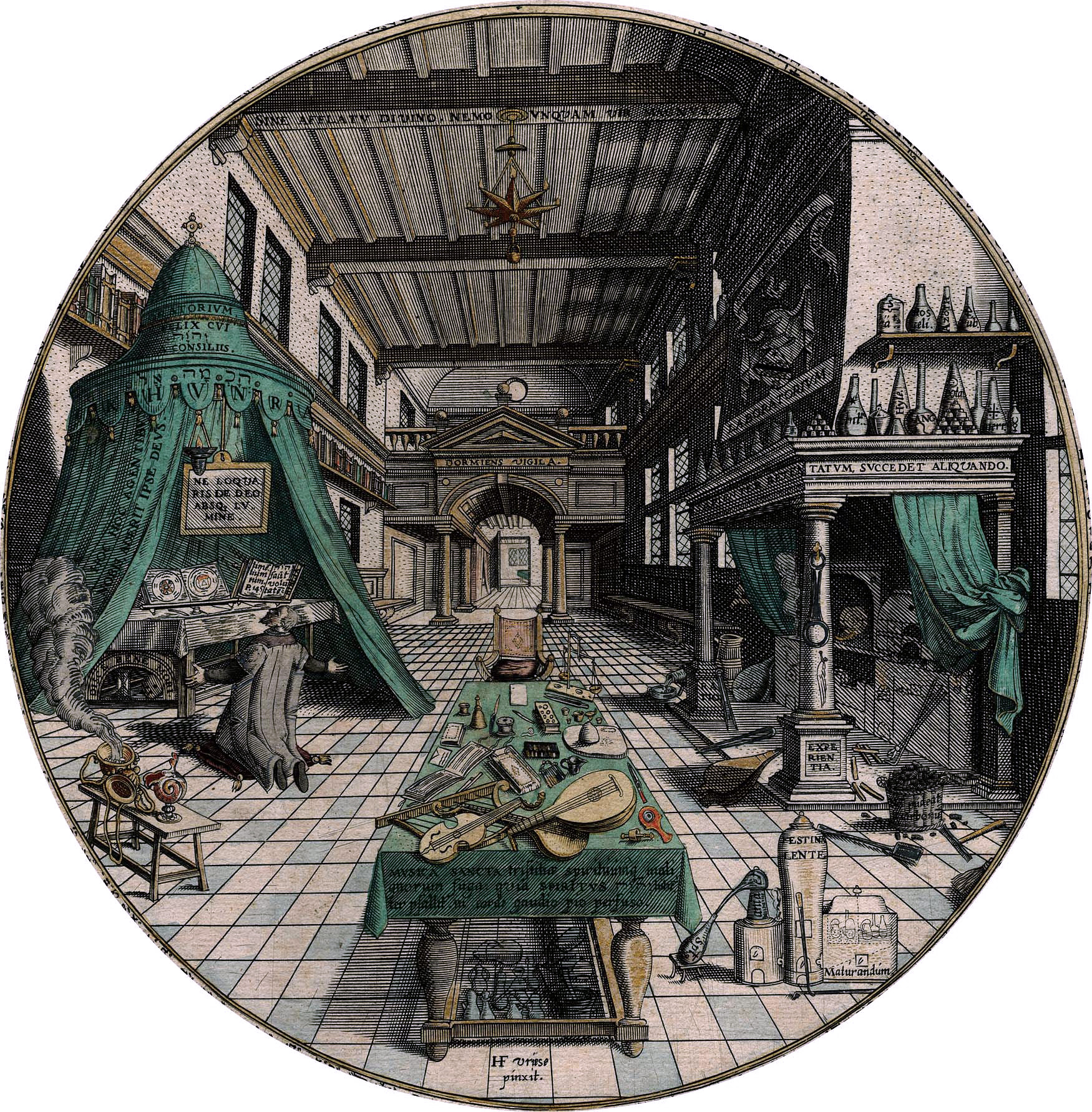
„Laboratorium alchemika” sztych autorstwa Paullusa van der Dorsta, z książki H. Khunratha, pt. „Amphitheatrum sapientiae aeternae”. 1595

Rozwój filozofii przyrody, badań empirycznych i aparatury w XVII w. związany był m.in. ze stopniowym porzuceniem celów alchemii i skupieniu się na bardziej ogólnych celach poznawczych. Stopniowo przyczyniło się to do porzucenia klasycznych żywiołów i sformułowanie idei pierwiastka chemicznego.
Historię chemii jako nauki i koniec alchemii datuje się od wydania przez Roberta Boyle’a dzieła The Skeptical Chymist (1661), w którym wyraźnie rozgraniczył on chemię jako naukę od przednaukowych badań alchemicznych. Zauważył on, że niektóre substancje, poddawane „wpływowi Wulkana” (podgrzewaniu), nie dają się rozłożyć na prostsze elementy, co stawia pod znakiem zapytania koncepcję czterech żywiołów. Choć jego pisma unikały radykalnych wniosków, wynikało z nich, że podstawowe elementy materii powinny być określane drogą eksperymentalną, a nie na podstawie filozoficznej spekulacji. Kluczowe znaczenie tej pracy polegało na postulacie wyraźnego oddzielenia opisu wyniku prowadzonych badań i wynikających z tych badań bezpośrednich wniosków od ich filozoficzno-ezoterycznych interpretacji.
W Wielkiej Brytanii „ostatnim alchemikiem” bywa nazywany James Price (1757–1783), członek Royal Society, który zdobył rozgłos dzięki serii publicznych eksperymentów alchemicznych, uzyskując złoto i srebro z rtęci, a następnie popełnił samobójstwo, gdy nie był w stanie ich powtórzyć w obecności kompetentnych chemików. W Polsce alchemia była popularna w epoce stanisławowskiej, kiedy interesowali się nią m.in. król Stanisław August Poniatowski, dyrektor mennicy państwowej August Fryderyk Moszyński i targowiczanin Seweryn Rzewuski; pogrobowcy alchemii, np. Tadeusz Grabianka (1740–1807) i Adam Gieryk (1741–1809), działali do początku XIX wieku.

## Interpretacja psychologiczna
Alchemiczną literaturę poddał badaniom twórca psychologii analitycznej – Carl Gustav Jung. W ich wyniku średniowieczne nauki alchemików zinterpretował jako symboliczne opisy psychicznego procesu przemiany analogicznego do indywiduacji. Reakcje i substancje chemiczne odpowiadają nieświadomym treściom i zachodzącym w psychice procesom.

## Alchemia a sztuka

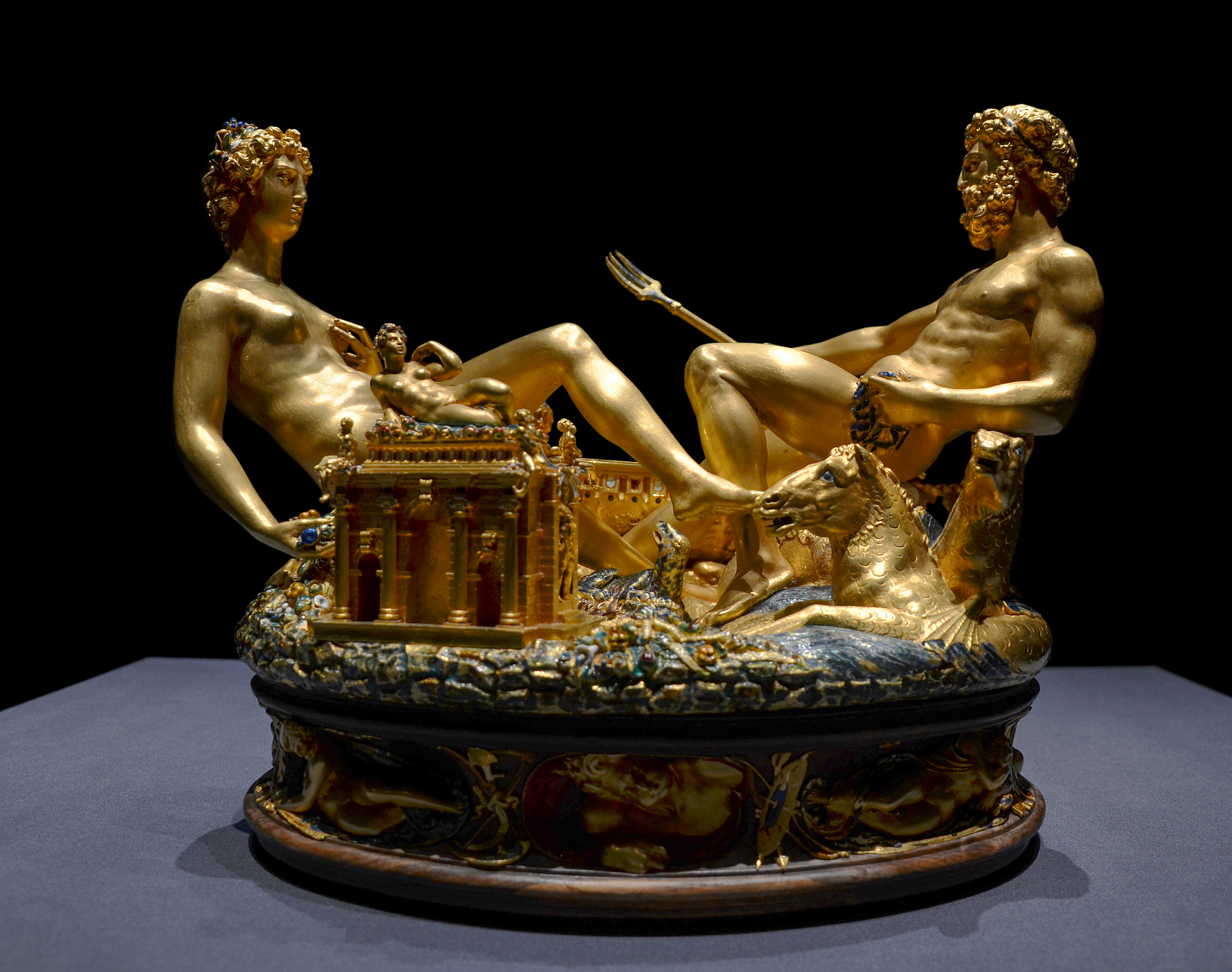
„Saliera” Benvenuto Cellini. 1543. Wiedeń

W sztukach plastycznych istnieje wiele odwołań do tematu alchemii. Są to zarówno działania związane z metodologią wytapiania metali, działania symboliczne, inicjacyjne i transgresyjne, a także działania demaskatorskie, tzw. alchemia artystyczna.

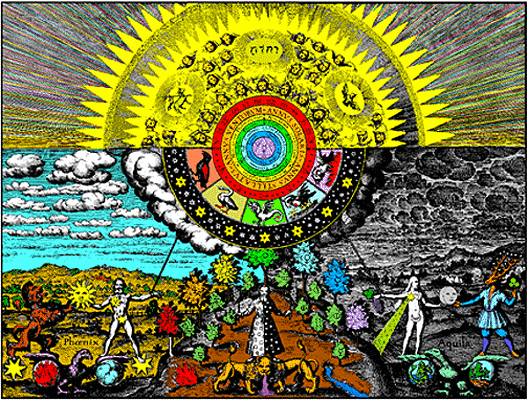
„Makrokosmos i mikrokosmos”, Basilica Philosophica, III tom. Johann Daniel Mylius. Frankfurt.

Najbardziej znanym przedstawieniem w sztuce jest złota solniczka, tzw. Saliera autorstwa Baenvenuto Celliniego. Wyrób sztuki złotniczej, przedstawia dwie postacie – męską i kobiecą. Ich przeplecione nogi symbolizują Morze i Ląd.
Powiązania z alchemią i sztuką istnieją w pracach okultysty Eliphasa Levi.

### Alchemia w sztuce współczesnej
W sztuce współczesnej odwołania do alchemii pojawiły się m.in. u Josepha Beuysa, dla którego sztuka jest „metodą łączenia dwóch światów, widzialnego i niewidzialnego” i działaniem alchemicznym. Jego performance często opierały się na ukazywaniu i obserwowaniu procesów chemicznych. Podczas jednego ze swoich prowokacyjnych występów pt. „Topienie korony Cara” przetopił zakupioną przez pewnego przedsiębiorcę replikę złotej korony cara Iwana Groźnego, nadając metalowi formę zająca i słonecznej kuli. Po zakończeniu owej „alchemicznej prezentacji” Beuys stwierdził, że korona, która była symbolem tyranii, przeobraziła się w symbol pokoju.
Do alchemii (do złota i ołowiu) nawiązuje również polski artysta Jarosław Kozakiewicz. W pracy „O granicach ciał” przedstawił ołowiane odlewy ludzkich organów zestawione z modelami dziewięciu planet Układu Słonecznego. Autor wprost stwierdza, że ołów ma dla niego znaczenie alchemiczne, a „w kosmologii chińskiej ołów łączono z oddychaniem”. Według Pawła Możdżyńskiego w pracy Kozakiewicza widoczna jest „kosmizacja ciała ludzkiego”, czyli obecne od wieków w tradycji, także alchemicznej, zestawienie mikrokosmosu ciała z makrokosmosem wszechświata.
Do idei transmutacji nawiązywał również polski artysta Marek Kijewski, który w performance „Kwiat jednej nocy” po nałożeniu złotego pigmentu na swoją skórę ścierał ją ze swojego ciała drucianym zmywakiem i w ten sposób „odbóstwiał się”.

## Motywy alchemii w literaturze
- Paulo Coelho "Alchemik"[17]
- Robert Lipscombe(inne języki) "Drzewo Salamandry(inne języki)"[18]